# Kriegerdenkmal Parey

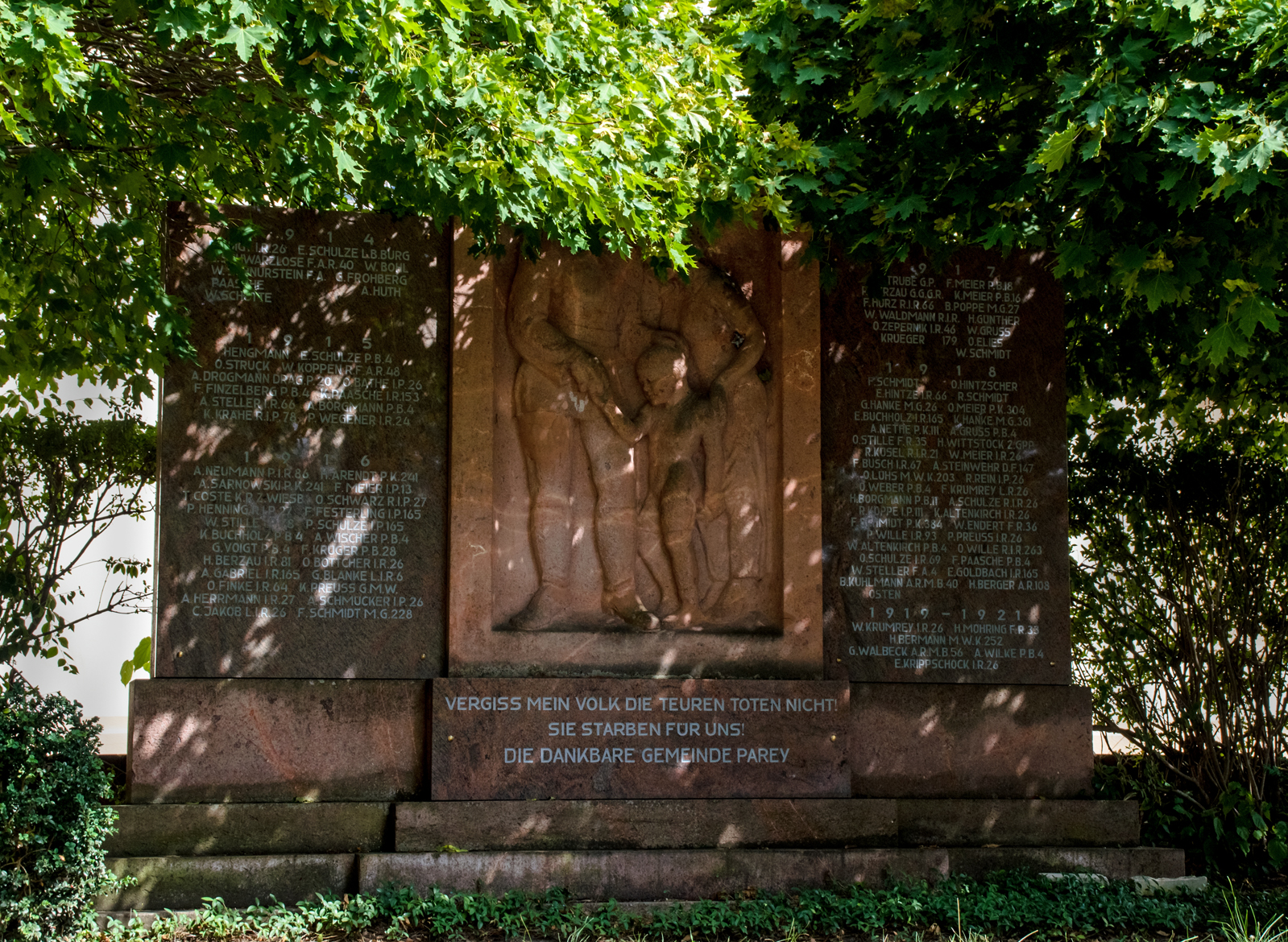
Kriegerdenkmal Parey, 2019

Das Kriegerdenkmal Parey ist ein denkmalgeschütztes Kriegerdenkmal in der Ortschaft Parey der Gemeinde Elbe-Parey in Sachsen-Anhalt. Im örtlichen Denkmalverzeichnis ist das Kriegerdenkmal unter der Erfassungsnummer 094 86856 als Baudenkmal verzeichnet.

## Lage
Das Kriegerdenkmal von Parey befindet sich an der Kreuzung Kirchstraße – Schlüterstraße in der Nähe der Kirche in Parey.

## Gestaltung
Es handelt sich um ein Sandsteindenkmal mit Relief für die Gefallenen des Ersten Weltkriegs. Das Relief zeigt trauernde Soldaten und Familien.

## Inschrift
Vergiss mein Volk die teuren Toten nicht, sie starben für uns! Die dankbare Gemeinde Parey

## Quelle
- Gefallenendenkmal Parey Online, abgerufen am 19. Juni 2017.